# José Daniel Díaz
José Daniel Díaz Roberty (22 de febrero de 1989) es un luchador venezolano de lucha libre. Participó en los Juegos Olímpicos de Londres 2012 en la categoría de 84 kg, consiguiendo un 17.º puesto.
Compitió en cuatro Mundiales, logró la 11.ª posición en 2009 y 2015. Consiguió dos medallas de bronce en los Juegos Panamericanos, de 2011 y 2015. Logró dos medallas de bronce en los Juegos Centroamericanos y del Caribe, de 2010 y 2014. Obtuvo dos medallas en los Juegos Bolivarianos, de oro 2013. Cinco veces subió al podio de los Campeonatos Panamericanos, consiguiendo un oro en 2011 y 2016.
Su primos César Roberty, Ricardo Roberty y esposa de Ricardo, Marcia Andrades también compiten en torneos de lucha.